# Anki
Anki è un programma di flashcard a ripetizione spaziata. In giapponese il termine "Anki" significa memorizzazione.
Il programma è basato sull'algoritmo SM2, creato per SuperMemo alla fine degli anni ottanta. In Anki, l'implementazione di tale algoritmo è stata modificata in modo da permettere la gestione della priorità delle carte e di mostrarle in ordine di urgenza.
Le carte sono mostrate usando il linguaggio HTML e possono includere: testo, immagini, suoni, video (riprodotti in una finestra Mplayer separata) ed equazioni scritte in LaTeX. I mazzi di carte e le statistiche di utilizzo sono memorizzati nel formato opensource SQLite.

## Caratteristiche
Anki memorizza i dati come note (chiamate in passato fatti nella versione 1.x), le "note" sono analoghe ai record dei database e possono contenere un numero arbitrario di campi e inserimenti. A partire dalle "note" Anki genera le carte.
Per esempio, considerando di voler imparare una nuova lingua (lingua bersaglio), una nota potrebbe contenere i seguenti campi con gli inserimenti in esempio:
- Campo 1: Espressione nella lingua bersaglio – "gâteau"
- Campo 2: Pronuncia – file audio con la pronuncia della parola "gâteau"
- Campo 3: Significato dell'espressione in lingua conosciuta - "torta"

Questo esempio illustra quella che alcuni programmi chiamano una carta a tre lati, ma il modello utilizzato da Anki è più generale e permette di combinare un numero qualsiasi di campi nei tipi di carte desiderati.
L'utilizzatore può creare carte che verificano l'informazione contenuta in ogni nota. Una carta può contenere una domanda (nell'esempio sopra, l'espressione) e una risposta (nell'esempio sopra, la pronuncia e il significato). In questo modo è possibile generare più carte collegate alla medesima nota, con il vantaggio di poter correggere eventuali inserimenti errati nella nota ed avere la correzione automaticamente riportata in tutte le carte collegate. Inoltre Anki è in grado di evitare che carte collegate alla medesima nota siano collocate troppo vicino temporalmente durante la ripetizione spaziata.
Un tipo di nota speciale permette di generare carte con cancellazione Cloze (cancellazione a intarsio), in Anki 1.2.x queste erano carte ordinarie con markup cloze aggiunti usando un tool nell'editor dei "fatti".

### Sincronizzazione
Anki supporta la sincronizzazione con un server online gratuito (ma proprietario) chiamato AnkiWeb. Questa funzione permette agli utilizzatori di mantenere i propri mazzi sincronizzati tra computer multipli, smartphone e dispositivi portatili.
Esiste un software di terze parti AnkiServer open source (AGPLv3) che gli utilizzatori possono eseguire sui propri computer o server. Questo software fornisce anche una API RESTful per la gestione delle collezioni.

## Comparativa
L'algoritmo di temporizzazione di Anki è basato su una vecchia versione dell'algoritmo SuperMemo (SM2). L'autore di Anki afferma che le versioni successive di tale algoritmo sono suscettibili di temporizzazione errata.

## Versioni per dispositivi portatili
Anki è disponibile per i seguenti dispositivi portatili:
- AnkiDroid[6] per Android (gratuito, sotto licenza GPLv3; prodotto da un diverso autore)
- AnkiMobile[7] per iPhone, iPod touch o iPad (a pagamento)
- AnkiWeb[8] (server online, gratuito; include gli add-on e l'hosting dei mazzi)
- AnkiMini (non più manutenuto)

Le carte e le statistiche di apprendimento possono essere sincronizzate in entrambi i sensi utilizzando AnkiWeb. Con AnkiDroid è possibile avere la lettura in sintesi vocale in molte lingue. Se una lingua non esiste nel motore di sintesi vocale di Android, è possibile usare un motore diverso, come, ad esempio, SVOX TSS Classic.

## Storia
La più vecchia menzione ad Anki che Damien Elmes ha potuto trovare nel 2011 è datata 5 ottobre 2006, questa è pertanto considerata la data di nascita di Anki.
Il 6 ottobre 2012 è stata pubblicata la versione 2.0.

## Anki di Copera Inc. per Palm OS
Un altro programma di flashcard chiamato Anki per Palm OS, ma privo di relazione con quello in voce fu creato da Copera Inc. (in passato nota come Cooperative Computers Inc.) e rilasciato alla conferenza PalmSource nel febbraio 2002. Anki per Palm OS è stato venduto dal 2002 al 2006 come prodotto commerciale. Nel tardo 2007, Copera Inc, ha deciso di rilasciare Anki per Palm OS come freeware.